# The Flying Mr. B
Pour plus de détails, voir Fiche technique et Distribution.
The Flying Mr. B (鬼馬飛人, Gui ma fei ren) est un film hongkongais réalisé par Wong Jing, sorti en 1985.

## Synopsis
Un professeur crée par accident une pilule capable de le transformer en homme aux super-pouvoirs. Bientôt, tous ceux qui l'entourent, d'une équipe de football à un chef de Triade, vont vouloir se procurer ce merveilleux médicament. Le professeur court à la catastrophe, mais ce serait sans compter sur l'aide des super-pouvoirs de mademoiselle Cheung !

## Fiche technique
- Titre : The Flying Mr. B
- Titre original : 鬼馬飛人	(Gui ma fei ren)
- Réalisation : Wong Jing
- Scénario : Wong Jing
- Production : Inconnu
- Musique : Inconnu
- Photographie : Inconnu
- Montage : Inconnu
- Pays d'origine : Hong Kong
- Format : Couleurs - 1,85:1 - Mono - 35 mm
- Genre : Comédie, action, science-fiction
- Durée : 90 minutes
- Date de sortie : 1985

## Distribution
- Kenny Bee : Le professeur
- Cherie Chung : Femme au super-pouvoir, enseignante et écrivain
- Cheng Tse-shih
- Patricia Ha
- Loletta Lee
- Wong Jing
- Nat Chen
- Anthony Chan
- Alfred Cheung